# Jan Charouz

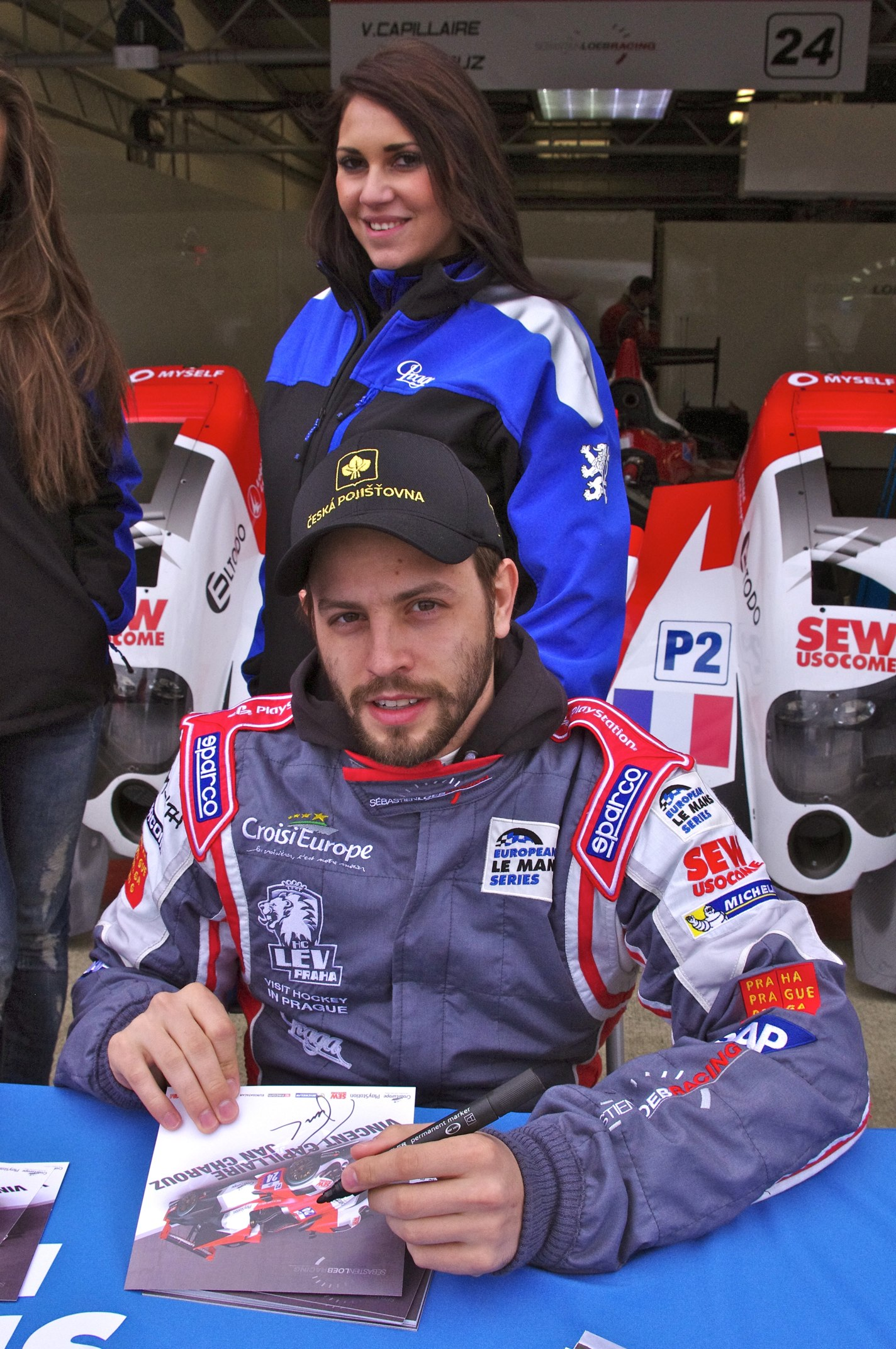
Jan Charouz 2014

Jana „Jan“ Charouz (* 17. Juli 1987 in Prag) ist ein ehemaliger tschechischer Rennfahrer und der Sohn des Rennfahrers Antonín Charouz. Er war 2006 Meister der F3000 International Masters sowie 2009 Meister der Le Mans Series. Er fuhr 2010 und 2011 in der Formel Renault 3.5.

## Karriere
Charouz begann seine Motorsportkarriere im Alter von sieben Jahren im Kartsport, in dem er bis 2002 aktiv war. 2003 wechselte er in den Formelsport in die deutsche Formel BMW. Nachdem er in seiner ersten Saison keine Punkte hatte holen können, wurde er 2004 21. in der Gesamtwertung. 2005 wechselte er in die italienische Formel 3000, in der er den elften Gesamtrang belegte. Nachdem er im Winter in der A1 Grand Prix-Serie an zwei Rennen teilgenommen hatte, ging er 2006 in der F3000 International Masters, der Vorgängerserie der internationalen Formel Master an den Start und gewann mit zwei Siegen den Meistertitel. Außerdem startete er bei zwei Rennen des Renault Mégane Eurocups und der FIA-GT-Meisterschaft.

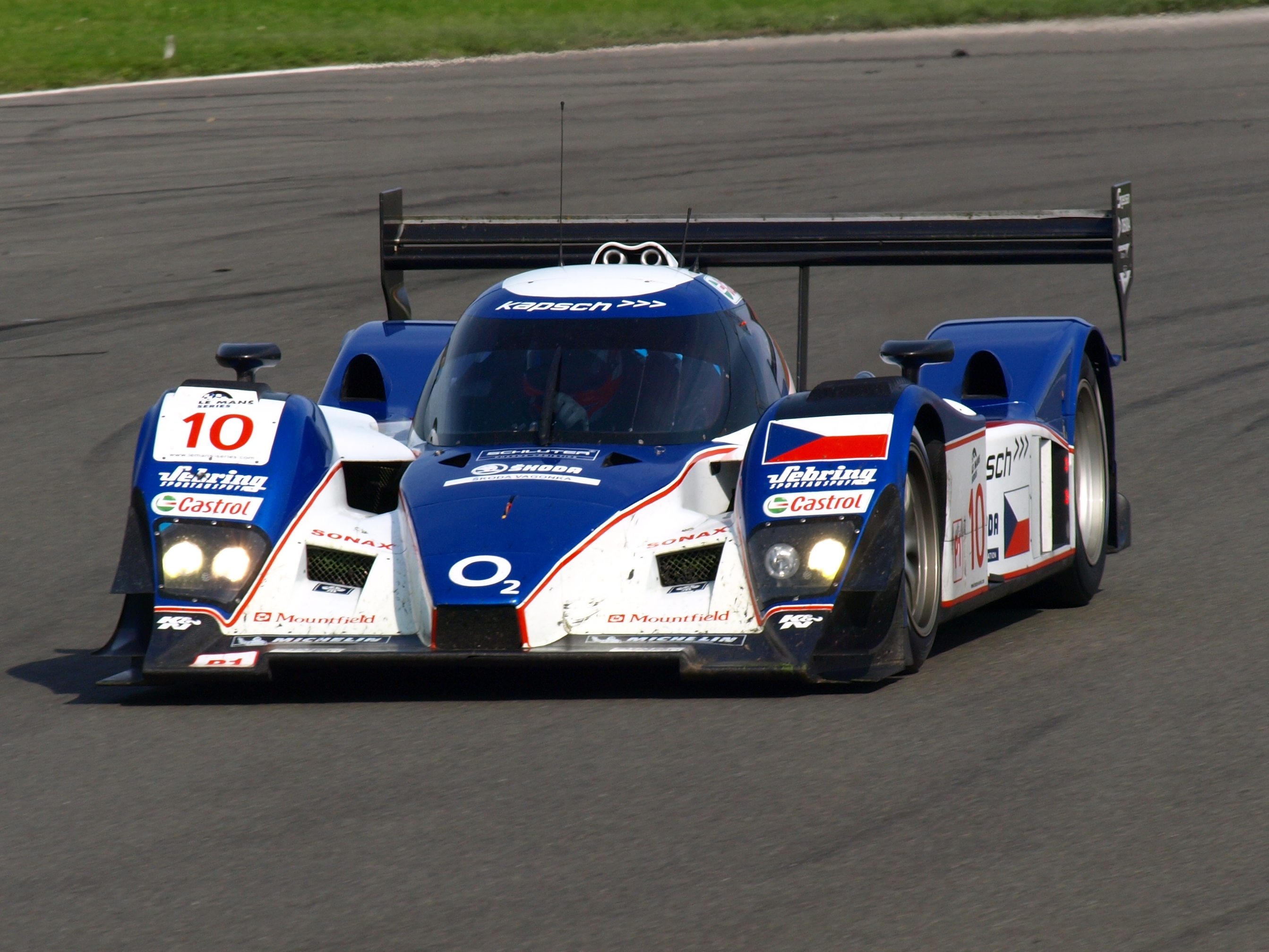
Charouz 2008 im Lola B08/60 beim 1000-km-Rennen von Silverstone 2008

Nachdem er im Winter erneut an zwei Rennen der A1GP-Serie teilgenommen hatte, kehrte er dem Formelsport zunächst den Rücken. Maßgebend für den Entschluss war sein Studium an dem Regent’s College. Er entschied sich 2007 für Le Mans Series, bei der er gegenüber Sprintrennserien deutlich weniger Meisterschaftsläufe absolvieren musste und daher mehr Zeit in seine Ausbildung investieren konnte. Zudem äußerte er sich 2009 zu seinen Beweggründen:

“I think that the LMP1s are the best cars after the F1 single-seaters and that's another reason why I chose endurance. All the young drivers dream of Formula 1, but the budget necessary is too high for someone from a small country like the Czech Republic.”

„Ich denke die LMP1 sind die besten Fahrzeuge hinter den F1-Monopostos und das ist ein weiterer Grund warum ich Langstreckenrennen auswählte. All die jungen Fahrer träumen von der Formel 1, aber das notwendige Budget ist zu hoch für jemanden aus einem kleinen Land wie der Tschechischen Republik.“

Sein Vater Antonín, für dessen Team er bereits in der italienischen Formel 3000 fuhr, plante für die Saison 2007 den Einstieg in den Prototypensport. So teilten sich Charouz und Stefan Mücke nun einen Le-Mans-Prototyp, mit dem sie am Jahresende den achten Gesamtrang belegte. Außerdem wurde er Achter beim 24-Stunden-Rennen von Le Mans. 2008 verbesserte sich Charouz auf den fünften Gesamtrang der Le Mans Series. Beim 24-Stunden-Rennen von Le Mans wurde er dieses Jahr nur Neunter. Nachdem Charouz Racing Systems mit dem Einsatz eines Aston-Martin-Triebwerks in der Saison 2008 kontakt zu Aston Martin Racing und Prodrive geknüpft hatten, wurde der Tscheche 2009 ins Werksteam von Aston Martin aufgenommen. Mit Mücke und Landsmann Tomáš Enge beendete er sein drittes Jahr in der Le Mans Series und gewann mit zwei Siegen den Meistertitel. Außerdem erzielte er beim 24-Stunden-Rennen von Le Mans als Vierter sein bislang bestes Resultat.

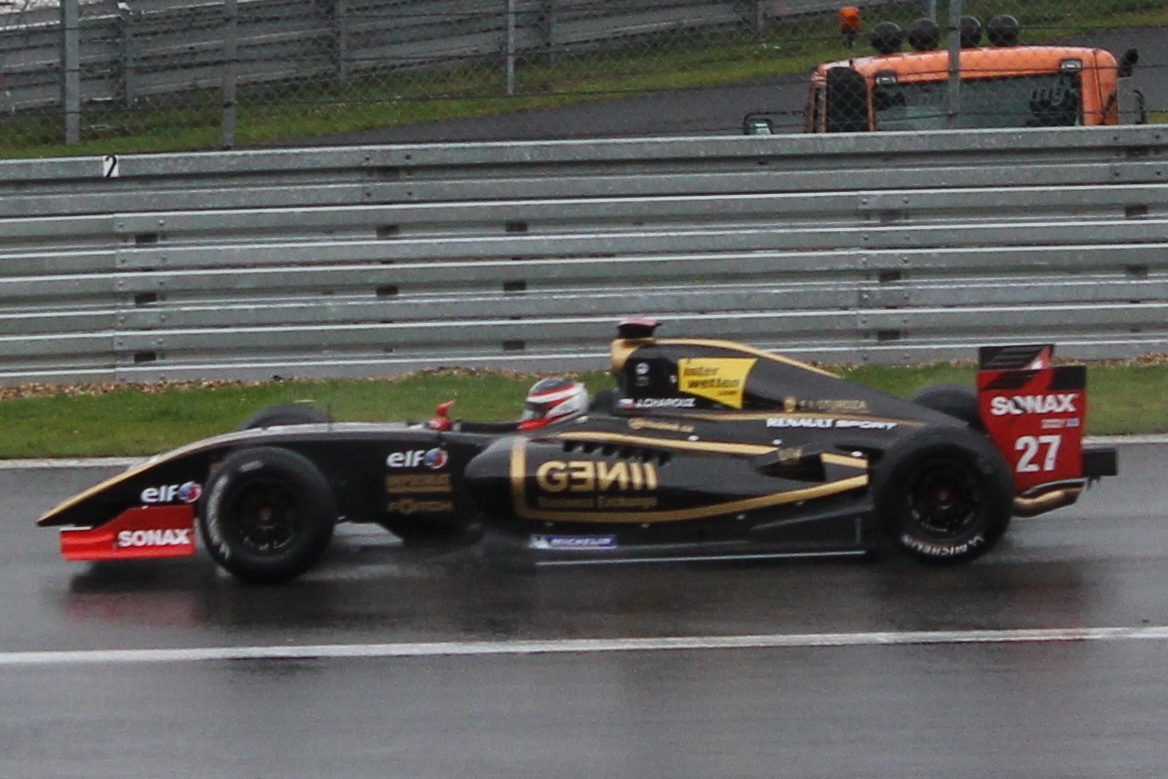
Jan Charouz für Gravity-Charouz in der Formel Renault 3.5 auf dem Nürburgring 2011

Mit dem Abschluss seines Studiums als Master, kehrte Charouz 2010 in den Formelsport zurück und ging für P1 Motorsport als Teamkollege von Walter Grubmüller in der Formel Renault 3.5 an den Start. Beim zweiten Rennen kam er als Zweiter ins Ziel, wurde aber, weil er im Parc Fermé weniger als die erforderlichen drei Liter Benzin im Tank hatte, disqualifiziert. An diese Leistung konnte er im weiteren Verlauf der Saison nicht mehr anschließen und zwei siebte Plätze waren seine besten Resultate. Charouz, der verletzungsbedingt ein Rennwochenende pausieren musste, belegte am Saisonende den 18. Gesamtrang. Parallel zu seinem Engagement in der Formel Renault 3.5 trat er in der Saison 2010 für das Team seines Vaters in der Auto GP, in der er bereits 2005, als die Serie italienische Formel 3000 hieß, gestartete war, an. Als bester Pilot seines Teams belegte er am Saisonende den vierten Platz im Gesamtklassement. Außerdem war er in der Saison 2010 ein Testfahrer des Renault-Formel-1-Teams. 2011 absolvierte Charouz für das Team seines Vaters die zweite Saison in der Formel Renault 3.5. Am Saisonende belegte er den 25. Gesamtrang, während sein Teamkollege Brendon Hartley 7. wurde. Nach der Saison nahm Charouz für Carlin am GP2 Final 2011 teil und wurde 25. Außerdem war Charouz 2011 erneut Formel-1-Testfahrer bei Renault. In dieser Funktion absolvierte er einen Testtag für Renault. Darüber hinaus testete er für HRT und nahm für diesen Rennstall am ersten freien Training des Großen Preises von Brasilien teil.

## Statistik

### Karrierestationen
| - 2003: Deutsche Formel BMW - 2004: Deutsche Formel BMW (Platz 21) - 2005: Italienische Formel 3000 (Platz 11) - 2006: F3000 International Masters (Meister) | - 2007: Le Mans Series (Platz 8) - 2008: Le Mans Series (Platz 5) - 2009: Le Mans Series (Meister) - 2010: Formel Renault 3.5 (Platz 18) | - 2010: Auto GP (Platz 4) - 2010: Formel 1 (Testfahrer) - 2011: Formel Renault 3.5 (Platz 25) - 2011: Formel 1 (Testfahrer) |

### Le-Mans-Ergebnisse
| Jahr | Team                  | Fahrzeug               | Teamkollege        | Teamkollege       | Platzierung | Ausfallgrund     |
| ---- | --------------------- | ---------------------- | ------------------ | ----------------- | ----------- | ---------------- |
| 2007 | Charouz Racing System | Lola B07/17            | Stefan Mücke       | Alex Yoong        | Rang 8      |                  |
| 2008 | Charouz Racing System | Lola B08/60            | Stefan Mücke       | Tomáš Enge        | Rang 9      |                  |
| 2009 | Aston Martin Racing   | Lola-Aston Martin LMP1 | Stefan Mücke       | Tomáš Enge        | Rang 4      |                  |
| 2010 | OAK Racing            | Pescarolo 01           | Matthieu Lahaye    | Guillaume Moreau  | Rang 7      |                  |
| 2011 | OAK Racing            | Pescarolo 01           | Shinji Nakano      | Nicolas De Crem   | Rang 14     |                  |
| 2012 | ADR-Delta             | Oreca 03               | John Martin        | Tor Graves        | Rang 13     |                  |
| 2013 | Lotus                 | Lotus T128             | Thomas Holzer      | Dominik Kraihamer | Ausfall     | Kupplungsschaden |
| 2014 | Sébastien Loeb Racing | Oreca 03R              | Vincent Capillaire | René Rast         | Rang 8      |                  |

### Sebring-Ergebnisse
| Jahr | Team                 | Fahrzeug    | Teamkollege   | Teamkollege   | Platzierung | Ausfallgrund |
| ---- | -------------------- | ----------- | ------------- | ------------- | ----------- | ------------ |
| 2012 | Gulf AMR Middle East | Lola B12/80 | Maxime Jousse | Fabien Giroix | Rang 44     |              |

### Einzelergebnisse in der FIA-Langstrecken-Weltmeisterschaft
| Saison | Team               | Rennwagen            | 1   | 2   | 3   | 4   | 5   | 6   | 7   | 8   |
| ------ | ------------------ | -------------------- | --- | --- | --- | --- | --- | --- | --- | --- |
| 2012   | Gulf AMR ADR-Delta | Lola B12/80 Oreca 03 | SEB | SPA | LEM | SIL | SAO | BAH | FUJ | SHA |
| 2012   | Gulf AMR ADR-Delta | Lola B12/80 Oreca 03 | 44  |     | 13  | 8   | 12  |     |     | DNF |
| 2013   | Lotus              | Lotus T128           | SIL | SPA | LEM | SAO | AUS | FUJ | SHA | BAH |
| 2013   | Lotus              | Lotus T128           | DNF | 14  | DNF | DNF | 7   | 11  | 11  | DNF |
| 2014   | Loeb Racing        | Oreca 03             | SIL | SPA | LEM | AUS | FUJ | SHA | BAH | SAO |
| 2014   | Loeb Racing        | Oreca 03             | 8   |     |     |     |     |     |     |     |